# Aldeia do Bispo, Águas e Aldeia de João Pires
Aldeia do Bispo, Águas e Aldeia de João Pires (llamada oficialmente União das Freguesias de Aldeia do Bispo, Águas e Aldeia de João Pires) es una freguesia portuguesa del municipio de Penamacor, distrito de Castelo Branco.

## Historia
Fue creada el 28 de enero de 2013 en aplicación de una resolución de la Asamblea de la República de Portugal promulgada el 16 de enero de 2013 con la unión de las freguesias de Águas, Aldeia de João Pires y Aldeia do Bispo, pasando su sede a estar situada en la antigua freguesia de Aldeia do Bispo.

## Demografía
| Gráfica de evolución demográfica de Aldeia do Bispo, Águas e Aldeia de João Pires entre 2011 y 2021 |
| |
| Datos según el nomenclátor publicado por el INE portugués.                                          |